# Иодид платины(III)
Иоди́д пла́тины(III) — неорганическое соединение, 
соль металла платины и иодистоводородной кислоты с формулой PtI3,
чёрные кристаллы,
не растворяется в воде.

## Физические свойства
Иодид платины(III) образует чёрные кристаллы, по внешнему виду напоминающие графит,
слабо растворяется в воде.

## Химические свойства
- Разлагается при нагревании:

{\displaystyle {\mathsf {2PtI_{3}\ {\xrightarrow {270^{o}C}}\ 2Pt+3I_{2}}}}